# Battaglia di Kesselsdorf
La battaglia di Kesselsdorf ebbe luogo il 15 dicembre 1745 presso il villaggio di Kesselsdorf, nel quadro della guerra di successione austriaca e vide fronteggiarsi l'esercito prussiano, al comando del feldmaresciallo Leopoldo I, principe di Anhalt-Dessau e quello austro-sassone al comando del feldmaresciallo conte Federico Augusto Rutowski.

## Svolgimento

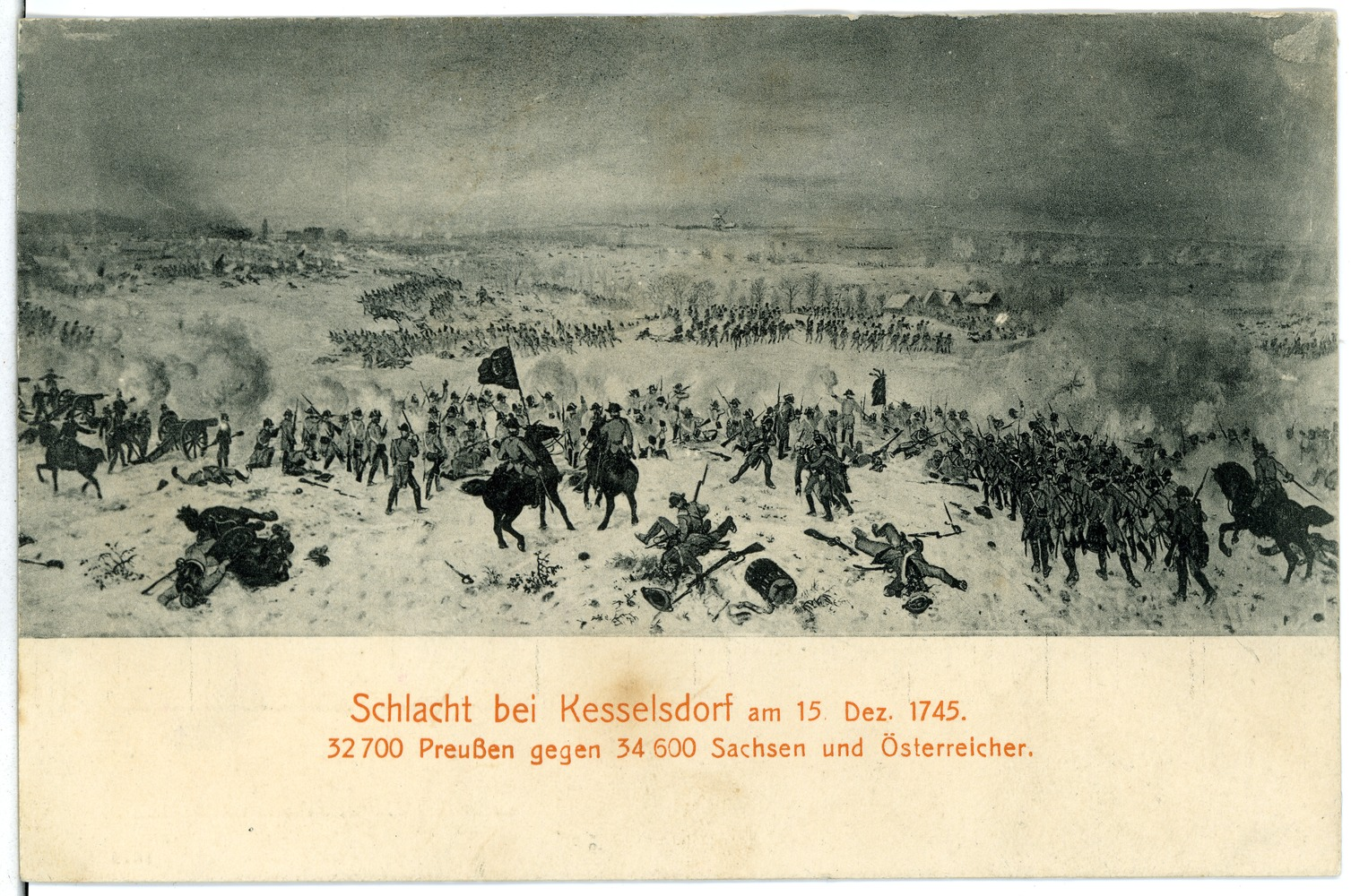
Battaglia di Kesselsdorf

Durante la seconda guerra di Slesia i sassoni ed i loro alleati austriaci avevano riunito in difesa di Dresda il 14 dicembre del 1745 un esercito di circa 32 000 uomini, attestati a Zschoner Grund, poco a sud della capitale sassone. La località era la posizione-chiave per la difesa di Dresda ed era protetta da tre batterie di cannoni. Il principe di Dessau era deciso ad espugnare la posizione e passò all'attacco verso mezzogiorno del 15 dicembre.
L'attacco dei prussiani fu respinto due volte, con gravi perdite da parte degli attaccanti. Dato però che i sassoni e gli austriaci inseguirono i battaglioni prussiani in ritirata fino dinnanzi alle batterie sassoni, queste ultime dovettero cessare il fuoco. A causa dell'inseguimento lo schieramento degli alleati si sciolse e così il principe Leopoldo riuscì, dopo aver disperso il nemico con la cavalleria, ad entrare in Kesseldorf ed a conquistare le batterie avversarie.
Contemporaneamente il principe Maurizio, figlio di Dessau, aveva circondato e ricacciato indietro l'ala sinistra nemica presso Pennrich, cosicché i sassoni si dovettero ritirare in disordine.
La battaglia di Kesselsdorf fu l'ultima vittoria del vecchio principe di Dessau e decise la guerra a favore dei prussiani. Dresda si arrese il 17 dicembre e già il diciotto vi fece il suo ingresso Federico II. La pace fu conclusa nella stessa città il 25 dicembre.